# Токпоккі
Токпоккі (떡볶이) або смажені рисові коржі — популярна корейська їжа, виготовлена з довгих, білих, циліндричних рисових коржів, що мають назву токмуйон (tteokmyeon 떡면, «локшина з рисового коржа»). Емук (рибні тістечка), варені яйця та лушпиння — одні із найпоширеніших інгредієнтів страви. Його можна приправити або гострим кочхуджаном (паста чилі), або ганджангом на основі соєвого соусу.
Сьогодні існують різні варіації токпоккі, наприклад: карі-токпоккі, муйокпоккі з вершковим соусом, джаджанг-токпоккі (з додаванням солодкого соусу із квасолі), токпоккі з морепродуктами, кальбі-токпоккі тощо. Токпоккі зазвичай купують та їдять у закусочних, а також у поянгмача (вуличні кіоски). Існують спеціалізовані ресторани для того, щоб поїсти токпоккі, де його називають jeugseog-токпоккі (імпровізований токпоккі).

## Історія
Перша згадка про токпоккі з'являється в Siuijeonseo, корейській кулінарній книзі XIX століття, куди страва була занесена в перелік за допомогою архаїчних правописних символів. Згідно з книгою, токпоккі був відомий під іншими назвами, включаючи tteokjjim (парені рисові пироги), tteok-japchae (смажені рисові коржі) та tteok-jeongol (рисові коржі в гарячому горщику).
Для королівського двору страва готувалася з білого току (самих рисових коржів), філе, соєвого соусу, лушпиння, кедрових горіхів, а також підсмаженого та меленого насіння кунжуту, а потім виготовляли пікантний соус на основі соєвого токпоккі в головному будинку клану Папьонг Юнь, де варили найвишуканіший на той час соус.
Назва токпоккі також з'являється в оновленому та розширеному виданні Joseon Yori Jebeop, де воно описується як пікантна страва на основі соєвого соусу.
Вважається, що червоні та гострі токпоккі з соусом на основі гочуджангу вперше з'явилися у 1950-х роках. Коли кухарка Ма Бок Лім брала участь у відкритті китайського ресторану, випадково кинула ток у гарячий соус і з'їла його, внаслідок чого виявила, що це смачно. Після цього вона почала продавати його на Сінданг-донг, звідки токпоккі набуло сучасного вигляду. Сьогодні традиційні токпоккі, можна придбати в закусочних та поянгмача (вуличні кіоски), де вони є червоними та пряними. Негостра його версія із додаванням соєвого соусу має назву гундзюнг-токпоккі (궁중 떡볶이; «королівський токпоккі»). Рисовий ток набув своєї популярності під час розвитку економіки Південної Кореї, а згодом різні версії страви поширилися і по всьому світу. Так як це була народна їжа для людей робітничого класу, то пшеничний ток часто замінювали рисом.

## Різновиди
Як і інші види популярної їжі, токпоккі також здобув свої різноманітні варіації. Традиційно до нього додавали варені яйця та обсмажену манду (пельмені), а також морепродукти, кальбі, локшину швидкого приготування (рамен) тощо.
Haemul-токпоккі (해물 떡볶이) — токпоккі з морепродуктами.
Кальбі-токпоккі (갈비 떡볶이) — токпоккі з короткими ребрами.
Ра-поккі (라볶이) — токпоккі з локшиною швидкого приготування (раменом).
Jeongol (гарячий горщик) — різновид токпоккі, що має назву jeukseok-tteok-bokki (즉석떡볶이) і вариться на плиті. У ресторанах його можна придбати з різноманітними добавками, наприклад: з овочами, локшиною (рамен) або удоном. Jeukseok-токпоккі — це зазвичай повноцінна страва, а не закуска, тому смажений рис є поширеною добавкою до неї наприкінці прийому їжі.
Такі інгредієнти, як соєвий соус або паста чилі, що додаються до токпоккі також набули популярності. Нині існує чимало варіацій страви із ними. Найпершим є карі-токпоккі, що смажиться на жовтому карі в корейському стилі. Тут використовують приправу карі, яка включає в собі багато компонентів куркуми, що робить страву корисною. Також є токпоккі з вершковим соусом, який готується за тим же принципом, що й паста карбонара. Замість гочуджангу та рибних коржів у ній використовують вершковий соус та бекон. Ще один відомий варіант приготування — токпоккі з додаванням солодкого соусу із квасолі, замість червоної пасти із перцю чилі.
Пікантні, червоні токпоккі на основі гочуджанга — одна із найулюбленіших закусок корейців. Вони готують з неї супи гунгмул-токпоккі (국물떡볶이) і гірей-токпоккі (기름떡볶이). У першому варіанті часто використовується анчоус, щоб позбутися пікантності. До нього додають гочутгар (порошок чилі) для додаткової ноти гостроти та кольору, а мулліот (рисовий сироп) додає солодкості. Емук (рибні коржі), варені яйця та нарізана по діагоналі зелена цибуля — поширені доповнення до страви. У сухий гірей-токпоккі додають суміш гочутгару (порошок чилі), соєвого соусу, цукру та кунжутової олії, яка часто замінює гочуджанг (паста чилі). М'які трубочки ток приправляють цією сумішшю, а потім обсмажують в олії з додаванням подрібненої зеленої цибулі, після чого подають на стіл. На Тонгінському ринку в Сеулі ця страва є дуже популярною.
Страва може також бути солодкою та пікантною, якщо приготувати її на основі коричневого соєвого токпоккі, яку часто називають гунгджунг-токпоккі (궁중떡볶이 , «королівський токпоккі»). Її готували ще при королівському дворі до виявлення перцю чилі, що відбулося в епоху Чосон (17-18 століття). Маючи смак, схожий на чапхче (смажена локшина та овочі), королі смакували його як панчханом і закускою. Хоча традиційні токпоккі готувалися із соєвим соусом для супів, який є традиційним (і був єдиним) видом соєвого соусу в сучасній Кореї, солодший звичайний соєвий соус нині зайняв своє помітне місце. Інші традиційні інгредієнти, такі як філе або короткі ребра, кунжутова олія, цибуля, кедрові горіхи, підсмажене та мелене насіння кунжуту, як і раніше, часто використовуються в сучасних гунгджунг-токпоккі. Також можуть додаватись й інші, наприклад: паростки квасолі, морква, цибуля, сушені корейські кабачки, часник та гриби шіїтаке. Подають страву зазвичай із яєчним гарніром.
Сирний токпоккі ще один його підвид. Він продається в закусочних, а ще його легко готувати в домашніх умовах. В залежності від індивідуальних смаків страву можна їсти з порошком зеленого чаю, кунжутом, петрушкою тощо.
Токпоккі з олією (기름떡볶이) є різновидом страви, який смажиться в олії та подається з невеликою кількістю соусу. Цей варіант найбільше зустрічається на Тонгінському ринку в Сеулі, де відвідувачі можуть придбати монети, які, в свою чергу, можуть використовуватись для придбання продуктів харчування у різних постачальників по всьому ринку. Держсекретар США Джон Керрі, який відвідав Корею в лютому 2014 року, куштував там саме його.

## Галерея

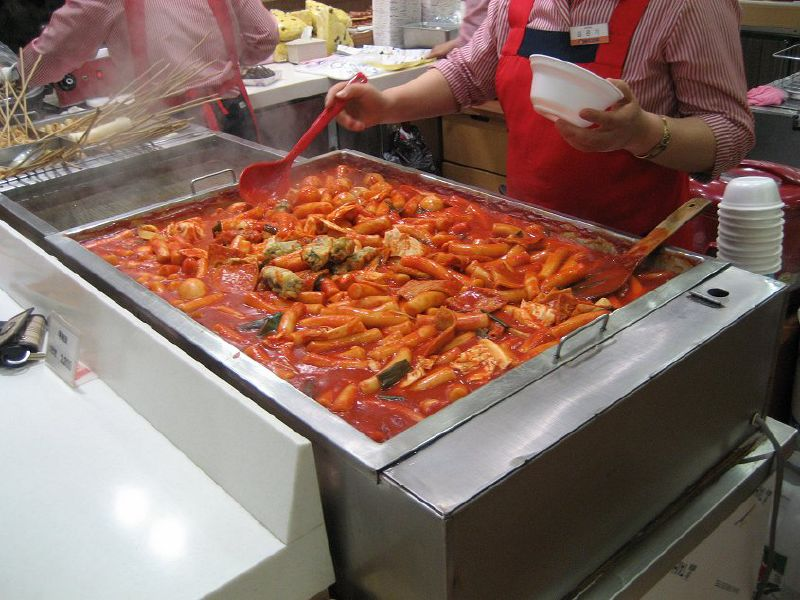
Токпоккі у закусочній
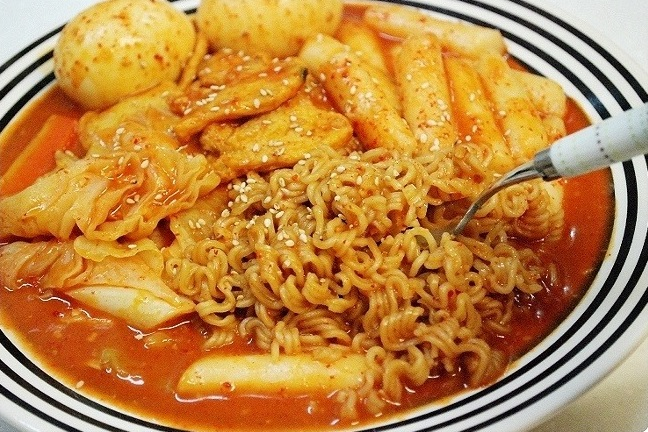
Токпоккі з локшиною рамен